# الکساندر رومانچوک
الکساندر رومانچوک (اوکراینی: Олександр Володимирович Романчук؛ زادهٔ ۲۱ اکتبر ۱۹۸۴) بازیکن فوتبال اهل اوکراین است.
از باشگاه‌هایی که در آن بازی کرده است می‌توان به باشگاه فوتبال دنیپرو، باشگاه فوتبال آرسنال کی‌یف، باشگاه فوتبال متالیست خارکوف، باشگاه فوتبال تاوریا سیمفروپول، باشگاه فوتبال دینامو کی‌یف، و باشگاه فوتبال فورسکلا پولتاوا اشاره کرد.
وی همچنین در تیم‌های ملی فوتبال زیر ۲۱ سال اوکراین و اوکراین بازی کرده است.